# Педнекар, Бхуми
Бхуми Педнекар (род. 18 июля 1989, Бомбей) — индийская актриса

, которая снимается в фильмах на хинди. Известная своими ролями своенравных женщин из маленьких городов, она является обладательницей нескольких наград, включая три премии Filmfare Awards.

## Биография
Бхуми Педнекар родилась 18 июля 1989 года в городе Бомбее и имеет корни конкани и харьянви. Отец, Сатиш Педнекар, был бывшим депутатом Законодательного собрания и министром внутренних дел и труда индийского штата Махараштра; мать, Сумитра Педнекар, работала активисткой антитабачного движения после смерти мужа от рака полости рта.
Когда ей было 15 лет, её родители взяли для неё учебный кредит на обучение актёрскому мастерству в Whistling Woods International, но её исключили из-за плохой посещаемости.
Проработав в течение примерно шести лет помощником кастинг-директора в компании «Фильмы Яш Радж», она сама дебютировала в 2015 году в кино в роли невесты с избыточным весом в романтической комедии компании «Моя невеста XXL», которая принесла ей самую престижную премию в Индии для начинающих актрис Filmfare Award за лучшую дебютную женскую роль.
Она закрепила успех и приобрела известность, снявшись в коммерчески успешных фильмах Проект «Чистая Индия». История любви (2017), Вдохновляющая любовь (2017), Бала (2019) и Муж, жена и она (2019).
За исполнение роли снайпера Чандро Томар в фильме «В яблочко» (2019) и скрытой лесбиянки в фильме «Поздравляем! 2» (2022) она дважды получила премию Filmfare Award за лучшую женскую роль по мнению критиков. С тех пор она снялась ещё в нескольких социальных драмах.
За пределами экрана Педнекар известна также как экологический активист, с 2023 года она повышает осведомленность об изменении климата для Программы развития Организации Объединённых Наций.
Педнекар заняла 5-е место в списке «Лучшие актрисы Болливуда» 2020 года, а также несколько раз была представлена в списке 50 самых желанных женщин The Times. Она заняла 40-е место в 2019 году и 39-е место в 2020 году.